# Mir–2
A Mir–2 egy tervezett szovjet űrállomás-program volt, amely 1976-ban kezdődött. A Mir–2-höz készült modulok egy részét az ISS-be építették be. A tervet többször módosították, de a tervek közös pontja volt, hogy a DOSZ–8 központi modul köré tervezték, mely a Mir űrállomás DOSZ–7 központi elemének tartalékjaként épült. A modul végül a Nemzetközi Űrállomás Zvezda moduljaként teljesít szolgálatot.